# 苯乙炔
苯乙炔（phenylacetylene）是一种包含有一个苯基的炔烃。常温下，苯乙炔以无色、粘性液体的形式存在。在研究中，苯乙炔总是被视作乙炔的近似物进行研究，因为乙炔常温下是一种气体，而苯乙炔为液体，苯乙炔更容易进行操作。

## 制备
在实验室中，苯乙炔常用1,2-二溴苯乙烷在液氨中用氨基钠消除两分子溴化氢制备：
苯乙炔也能用1,2-二溴苯乙烷在熔融的氢氧化钾中消除两分子溴化氢制得。.

## 反应
- 苯乙炔可以用氢气在使用林德拉催化剂的条件下加成得到苯乙烯：

- 苯乙炔也可以在金属催化剂条件下发生三聚反应，并得到1,2,4-三苯基苯(占97%)和1,3,5-三苯基苯两种产物：[3]

- 苯乙炔也在金(III)或汞(II)催化下能进行水解反应得到乙酰苯：